# Mics Ildikó
Mics Ildikó (1967. október 28.) magyar színésznő.

## Életpályája
1967-ben született. 1985-1988 között Kassán, 1988-1993 között Komáromban szerepelt. 1993-ban végzett a Theátrum Akadémia Színészképzőben. 1993-tól szabadfoglalkozású, rendszeresen szinkronizál.

## Filmes és televíziós szerepei
- Társas játék (2012) ...Vadasné
- Szuperbojz (2009) ...Nővér
- Patika (1995) ...Lakó

## Szinkron szerepei
- Ölelörny Henry (2013) ... Meg Munderclaw